# ادل زای
اَدِل زای (۲۹ فوریهٔ ۱۸۴۸ – ۲۹ دسامبر ۱۹۲۸) معلم و فمینیست اهل ترانسیلوانی در رومانی بود. خانوادهٔ او بخشی از جامعهٔ آلمانی‌زبان پادشاهی مجارستان (۱۵۲۶-۱۸۶۷) بودند. به دلیل درگذشت پدرش در دوران کودکی، تحصیلات زای با وقفه‌هایی همراه شد و او مجبور گردید برای تأمین هزینهٔ تحصیل، به تدریس بپردازد. در سال ۱۸۸۰، پس از تحصیل در وین و گوتا، مدرک آموزش ابتدایی خود را برای آلمان و مجارستان دریافت کرد. سال بعد، او به عنوان معلم مقطع متوسطه تأیید شد و نخستین زن ترانسیلوانیایی شد که آموزش عالی دریافت کرده است. از سال ۱۸۷۵ تا ۱۸۸۴، در مؤسسهٔ ایرما کمن‌دی در سگد تدریس کرد.
پس از نزدیک به یک دهه در سگد، زای پستی را در یک مدرسهٔ تازه‌تأسیس برای آموزش معلمان کودکستان در کرونشتات پذیرفت. اگرچه به‌طور رسمی معلم بود، اما از همان آغاز، نیروی خلاق پشت توسعهٔ این مدرسه بود و سیلابس آن را طراحی کرد. او از ۱۸۸۴ تا ۱۹۲۷ مدیریت مدرسه را بر عهده داشت و در سال ۱۹۲۲ به‌طور رسمی به عنوان مدیر منصوب شد. هم‌زمان با انتقال به کرونشتات، زای به انجمن زنان کلیسای انجیلی ترانسیلوانیا پیوست و یکی از رهبران جنبش حقوق زنان شد. او موفق شد معلمان کودکستان و صنایع دستی را به عنوان مربیان رسمی به رسمیت بشناساند و حق بازنشستگی را برای آن‌ها تضمین کند. همچنین برای باز شدن درهای حرفهٔ معلمی به روی زنان تلاش کرد که در سال ۱۹۰۱ محقق شد و برای تأسیس یک مدرسهٔ تربیت معلم زنان، که در سال ۱۹۰۳ افتتاح شد، لابی کرد.
زای کتاب‌هایی دربارهٔ نظریهٔ آموزش کودکان نوشت که در سراسر مجارستان و آلمان توزیع شدند و تا جنگ جهانی دوم به عنوان متون آموزشی استفاده می‌شدند. او که در دوران تحصیل خود با فمینیست‌های بین‌المللی ارتباط برقرار کرده بود، برای حق رأی زنان تلاش کرد. در سال ۱۹۱۸، فعالیت‌های او منجر به کسب حق رأی زنان در انتخابات کلیسایی شد. در سال ۱۹۲۰، او اتحادیهٔ آزاد زنان زاکسون را به عنوان یک سازمان چتری برای مطالبهٔ حقوق اجتماعی-سیاسی از پادشاهی رومانی، که پس از جنگ جهانی اول ترانسیلوانیا تحت حاکمیت آن قرار گرفت، تأسیس کرد. در دههٔ ۱۹۲۰، او به عنوان نمایندهٔ پارلمان و عضو کمیتهٔ منطقه‌ای شورای مردمی بورزنلند فعالیت کرد. زای تا زمان درگذشتش در سال ۱۹۲۸، در جنبش‌های آموزشی و سیاسی فعال ماند.

## اوایل زندگی

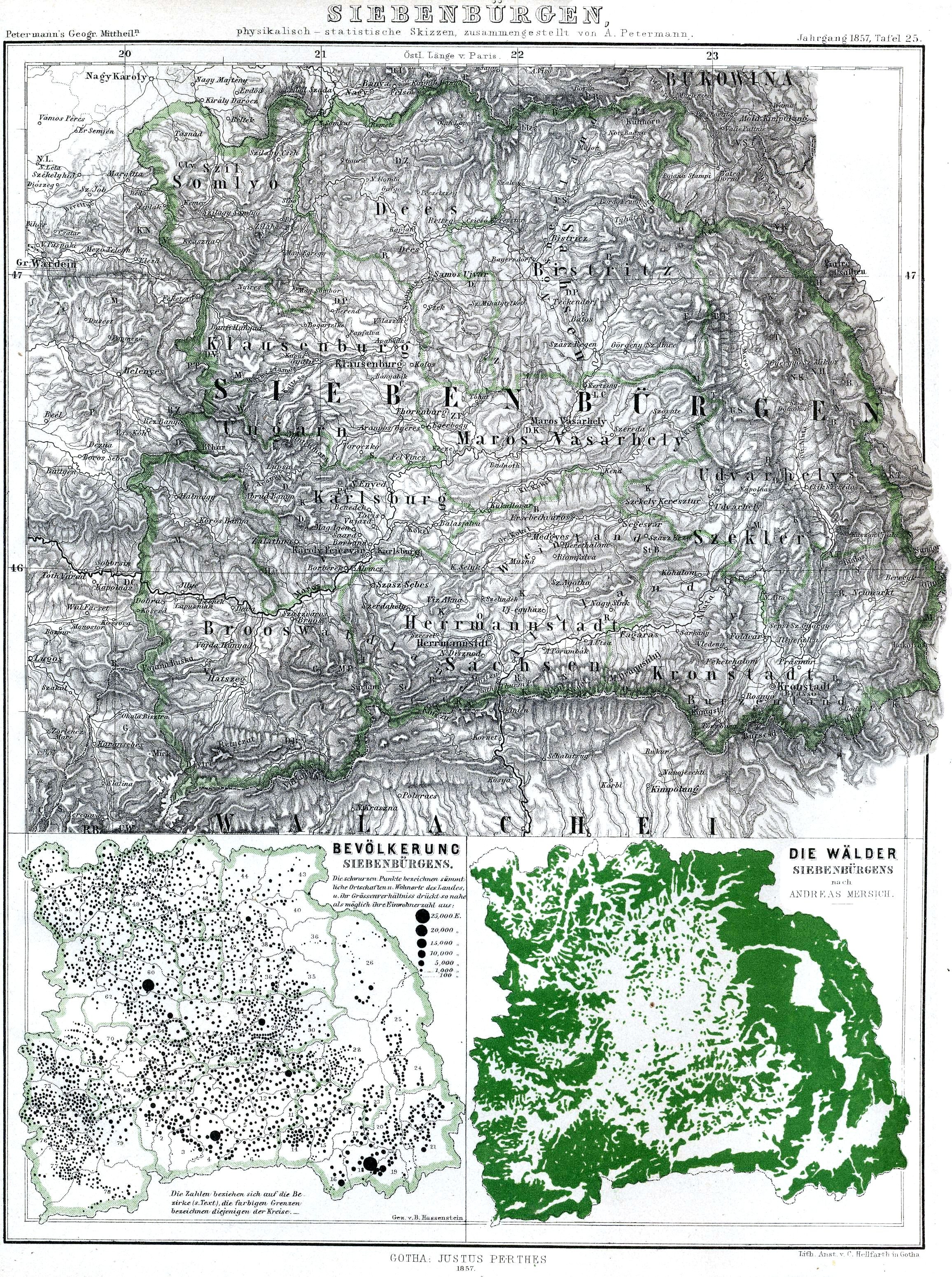
شاهزاده‌نشین ترانسیلوانیا در قرن نوزدهم

ادل زای در روز کبیسهٔ سال ۱۸۴۸ در سیبیو، واقع در شاهزاده‌نشین ترانسیلوانیا (۱۷۱۱–۱۸۶۷), امپراتوری اتریش (امروزه سیبیو، رومانی) در خانوادهٔ رُزا (با نام خانوادگی گراف) و دانیل آدولف زای به دنیا آمد. خانوادهٔ او از زاکسون‌های ترانسیلوانیا بودند، گروهی آلمانی‌تبار و پیرو لوتریانیسم که در قرن دوازدهم به دعوت پادشاه مجارستان در ترانسیلوانی ساکن شدند. جوامع آلمانی‌زبانی که در این منطقه زندگی می‌کردند، و از قرن هفدهم تا سه‌چهارم پایانی قرن نوزدهم از خودمختاری سیاسی برخوردار بودند.
او چهارمین دختر خانواده بود و یک برادر کوچکتر به نام گوستاو آدولف زی داشت که بعدها وکیل و نمایندهٔ مجمع ملی مجارستان شد. پدرش قاضی عالی دادگاه منطقه‌ای بود اما اندکی پس از تولد آدولف در سال ۱۸۵۰ درگذشت. او تنها مستمری اندکی برای همسرش باقی گذاشت که برای تأمین هزینهٔ تحصیل فرزندانش کافی نبود. زای که آرزو داشت معلم شود، در مدرسهٔ دخترانهٔ پروتستان تحصیل کرد و آموزش خود را با درس‌های خصوصی در زمینهٔ زبان‌ها و علوم طبیعی تکمیل کرد.

## زندگی حرفه‌ای

### اوایل حرفه (۱۸۶۵–۱۸۸۴)
در سن ۱۷ سالگی، ادل زای تدریس خصوصی را آغاز کرد و ظرف سه سال مشغول تدریس زبان‌های فرانسوی و آلمانی در مؤسسهٔ آموزشی دخترانهٔ فیلیپین بارو در هرمان‌اشتات شد. هنگامی که این مدرسه در سال ۱۸۷۳ بسته شد، او به محلهٔ کوتروچنی در بخارست نقل مکان کرد و در مؤسسهٔ آموزشی و تربیت معلم دخترانهٔ آزیل هلن، جایی که یکی از خواهران بزرگ‌ترش نیز به‌عنوان معلم مشغول به کار بود، تدریس کرد. آزیل هلن یتیم‌خانه‌ای بود که در سال ۱۸۶۲ توسط النا کوزا، همسر شاهزادهٔ شاهزاده‌نشینان متحد تأسیس شد. بعدها این مؤسسه تحت حمایت ملکه کارمن سیلوا اداره شد. زای در این مدرسه به تدریس زبان آلمانی، جغرافیا و تاریخ پرداخت.

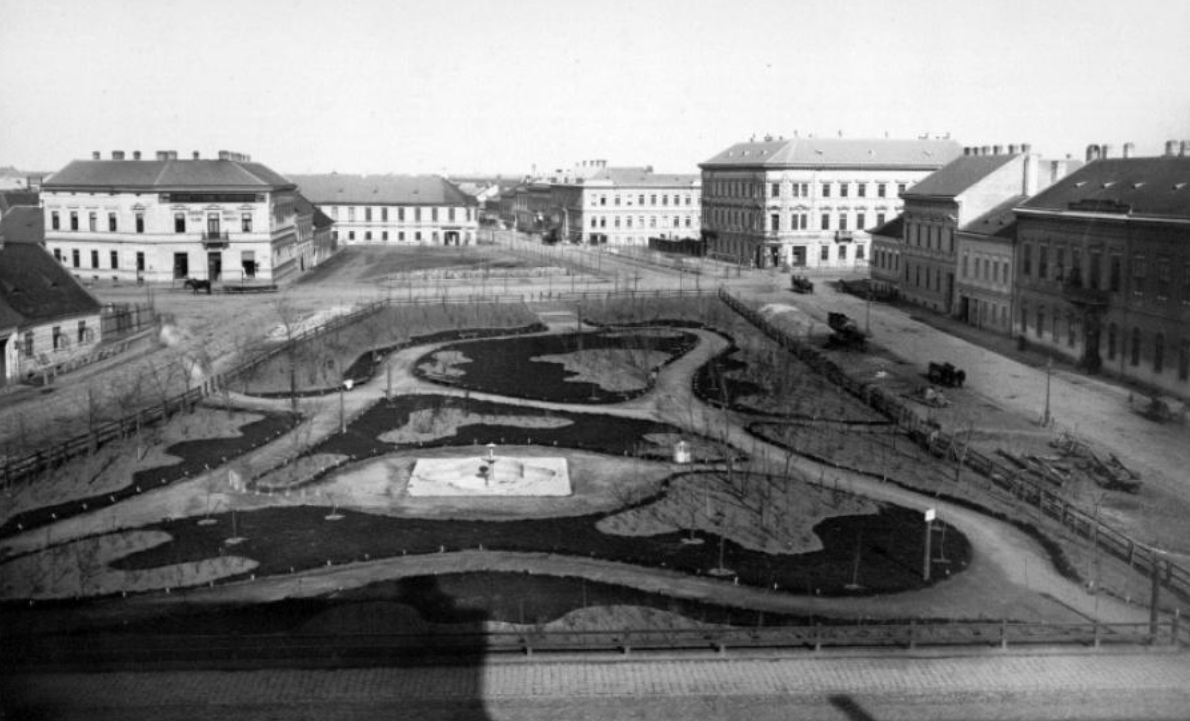
میدان دوگونیکس، سگد، مجارستان، حدود ۱۸۸۳–۱۸۸۵ (ساختمان سمت چپ بالا در میدان با اسبی در مقابل آن، مؤسسهٔ ایرما کمندی است)

در سال ۱۸۷۵، برای ادامهٔ تحصیل، زای به وین رفت و در یک سمینار آموزشی زیر نظر فریدریش دیتس، اصلاح‌گر آموزشی و حامی روش فریدریش فریبل شرکت کرد. او همچنین در گوتا با آگوست کولر، یکی از پیروان اصول فریبل، به آموزش پداگوژی پرداخت. تا دسامبر همان سال، زای توانست موقعیت جدیدی به‌عنوان مدرس زبان‌های انگلیسی و آلمانی، جغرافیا و ریاضیات در مؤسسهٔ ایرما کمندی در سگد به دست آورد. در حین تدریس، او به تحصیل خود در مدرسهٔ عالی تربیت معلم مؤسسهٔ کمندی ادامه داد. در سال ۱۸۸۰، او در آزمونی برای تدریس در مدارس ابتدایی آلمان و مجارستان پذیرفته شد. سال بعد، او آزمون دیگری را در مدرسهٔ عالی تربیت معلم عمومی بوداپست گذراند و صلاحیت تدریس زبان‌های فرانسوی و انگلیسی را کسب کرد و به نخستین معلم ترانسیلوانیایی-ساکسون تبدیل شد که مجوز تدریس در مقطع متوسطه را دریافت کرد. او به تدریس و مدیریت در مؤسسهٔ کمندی ادامه داد تا اینکه در سال ۱۸۸۴، پرسبیتریوم کلیسای انجیلی اعتراف آگسبورگی در رومانی از او دعوت کرد تا در مدرسهٔ عالی تربیت معلم کودکستان تازه‌تأسیس آن‌ها تدریس کند.

### کرونشتات (۱۸۸۴–۱۹۱۷)
پس از نزدیک به یک دهه در سگد، زای سمتی در دانشکدهٔ آموزش معلمان مهدکودک کلیسای انجیل آوگسبورگ دریافت کرد و کرونشتات (براسّو) نقل مکان کرد. اگرچه به عنوان معلم کلاس تحت سرپرستی مدیر منصوب شده بود، از ابتدا زای نیروی محرکه و رهبر خلاق مؤسسه بود. به عنوان تنها زن با مدرک تحصیلات عالی، او مسئول ایجاد سیلابس بود، که شامل دروسی در نظریهٔ آموزش و مهدکودک، زبان آلمانی و زبان مجاری، جغرافیا، تاریخ و پراکتیکوم می‌شد. پس از آن که در طول تحصیلات خود در آلمان در دههٔ گذشته با جنبش زنان آشنا شده بود، زای به محض تأسیس اتحادیهٔ زنان کلیسای انجیل ترنسیلوانیا در ۱۸۸۴ به آن پیوست و به یکی از رهبران فشار برای حقوق زنان تبدیل شد. در ۱۸۸۸، او سخنرانی‌ای با عنوان زن به عنوان معلم ارائه داد که در آن بر لزوم به‌کارگیری حقوق برابر در مدارس دخترانه تحت نظر کلیسای انجیل ترنسیلوانیا تأکید کرد. او اشاره کرد که در ۱۸۸۷ یک پیشنهاد برای استخدام معلمان زن به این بهانه رد شده بود که کلیسا باید یک مدرسهٔ عادی برای آموزش آن‌ها باز کرده و اداره کند.

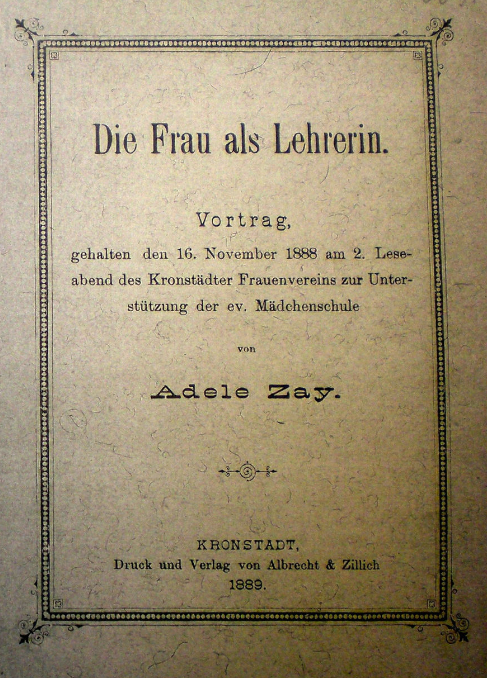
زن به عنوان معلم، ۱۸۸۹

در نمایشگاه ملی آموزش کودکان در ۱۸۸۹ در بوداپست، زای به دلیل کارهایش مورد تقدیر قرار گرفت و برای دوره‌هایی که در مدرسه تدریس می‌کرد، برندهٔ جایزه طلا شد. همچنین در همان سال، برنامهٔ درسی دانشکدهٔ آموزش معلمان مهدکودک کلیسای انجیل آوگسبورگ توسط پادشاهی مجارستان تأیید شد و تا ۱۸۹۱، کار و تغییرات در الزامات دولتی آموزش اولیه در مجارستان را متحول کرد. در ۱۸۹۲، این مدرسه به‌طور رسمی توسط دولت اعتباربخشی شد و دو سال بعد، زای دوره‌ای سه‌ماهه به‌منظور آموزش مداوم برای آماده‌سازی مراقبین کودکان روستایی طراحی کرد، در حالی که والدین آن‌ها مشغول کاشت و برداشت بودند. کار اجتماعی این مراقبان که تمرکز آن‌ها آموزش زبان مادری و آداب و رسوم به کودکان بود، پل‌هایی میان خانواده‌های روستایی و شهرهایی که مراقبان در آن‌ها زندگی می‌کردند ایجاد کرد. همچنین در ۱۸۹۴، او با موفقیت از مقامات کلیسا خواست که معلمان مهدکودک و صنایع دستی که مهارت‌های فنی تدریس می‌کردند و در حفظ هنرهای مردمی کمک می‌کردند، اما به عنوان معلم شناخته نمی‌شدند، باید برای دریافت مستمری بازنشستگی واجد شرایط شوند.
در ۱۸۹۶، زای کتاب نظریه و عمل تربیت کودک نوپا را منتشر کرد، که اهمیت مهدکودک را در توسعهٔ اجتماعی کودکان بیان می‌کرد. او از معلمان خواست تا اجازه دهند کودکان از طریق فعالیت‌های تحت نظارت و مشاهده یاد بگیرند و اشاره کرد که بازی با یکدیگر باعث تحریک رشد آن‌ها به عنوان اعضای جامعه‌شان می‌شود. این کتاب با عنوان نظریه و عمل مهدکودک در ۱۹۱۶ تجدید چاپ شد و تا زمان جنگ جهانی دوم به‌طور گسترده‌ای در آلمان برای آموزش معلمان استفاده می‌شد. در ۱۸۹۸، زای کتاب دوم خود را با عنوان کتابچهٔ راهنما برای آموزش زنان سرپرست پناهگاه‌های تابستانی منتشر کرد که مشاوره‌های عملی برای معلمان برای سازماندهی فعالیت‌های تابستانی برای کودکان جهت ادامهٔ اجتماعی‌شدن آن‌ها ارائه می‌داد. چاپ دوم این کتاب در ۱۹۱۸ منتشر شد.
پس از درخواست‌های متعدد از مقامات، در ۱۹۰۱ زای سرانجام در تلاش خود برای باز کردن حرفهٔ تدریس برای زنان موفق شد. موفقیت دیگر زمانی رخ داد که اولین مدرسهٔ نرمال ترنسیلوانی برای زنان در ۱۹۰۳ در سیگیشوآرا (سگسوار) افتتاح شد. زای که تابستان‌ها را برای ادامهٔ تحصیلات خود در انگلستان، فرانسه و آلمان استفاده کرده بود، با فمینیست‌های بین‌المللی ارتباط برقرار کرد، افرادی مانند مینا کائور و یانته شورین. او شروع به مبارزه برای تغییرات در قوانین کار کودک، خواستار سرکوب نیش و کنایه‌ها در سطح ملی در نشریات و سخنرانی‌ها علیه زنان شد و از حقوق زنان، از جمله حق رأی زنان حمایت کرد.

### کارهای بعدی (۱۹۱۸–۱۹۲۸)
پس از جنگ جهانی اول و جنگ مجارستان و رومانی، پادشاهی رومانی حاکمیت بر ترانسیلوانیا را به دست آورد. در سال ۱۹۱۸، زنان حق رأی در انتخابات کلیسایی به دست آوردند و در سال ۱۹۲۰، زای اتحادیه زنان آزاد ساکسون [یعنی آلمانی‌زبان] را تأسیس کرد. هدف این سازمان فراگیر این بود تا گروه‌های زنان آلمانی‌تبار را برای اقدام‌های اجتماعی-سیاسی در داخل دولت رومانی متحد کند. از طریق این گروه، او به فشار برای آموزش زنان ادامه داد، خواستار آموزش فنی متوسطه برای دختران شد و دوره‌های پرورش و مراقبت از کودکان را در مدارس دخترانه معرفی کرد. او رهبری این سازمان فراگیر را تا سال ۱۹۲۵ بر عهده داشت، زمانی که لوته بیندر جانشین او شد.
در سال ۱۹۲۰ به عنوان عضو پارلمان انتخاب شد، زای همچنین به عنوان عضو کمیتهٔ منطقه‌ای شورای مردم بورتسه‌لاند خدمت کرد. در سال ۱۹۲۲ به‌طور رسمی به عنوان مدیر دانشکدهٔ آموزش معلمان مهدکودک کلیسای انجیل آوگسبورگ منصوب شد و این سمت را تا زمان بازنشستگی در سال ۱۹۲۷ حفظ کرد. در مدت ۴۳ سال خدمت خود، موفق به فارغ‌التحصیل کردن بیش از ۸۳۰ دانش‌آموز شد. در سال ۱۹۲۴، زای تغییراتی را برای تطبیق سیاست‌های فرهنگی جدید مورد نیاز دولت رومانی اجرا کرد، و سال بعد به عنوان رئیس اتحادیهٔ زنان انتخاب شد. برای تولد ۸۰ سالگی او در سال ۱۹۲۸، اتحادیه یک جمع‌آوری کمک‌های مالی ملی برگزار کرد و بیش از ۲۵۰٬۰۰۰ لئوی رومانی جمع‌آوری کرد تا بنیاد ادل زای برای حفظ مهدکودک‌های ساکسون را تأسیس کند.

## مرگ و میراث

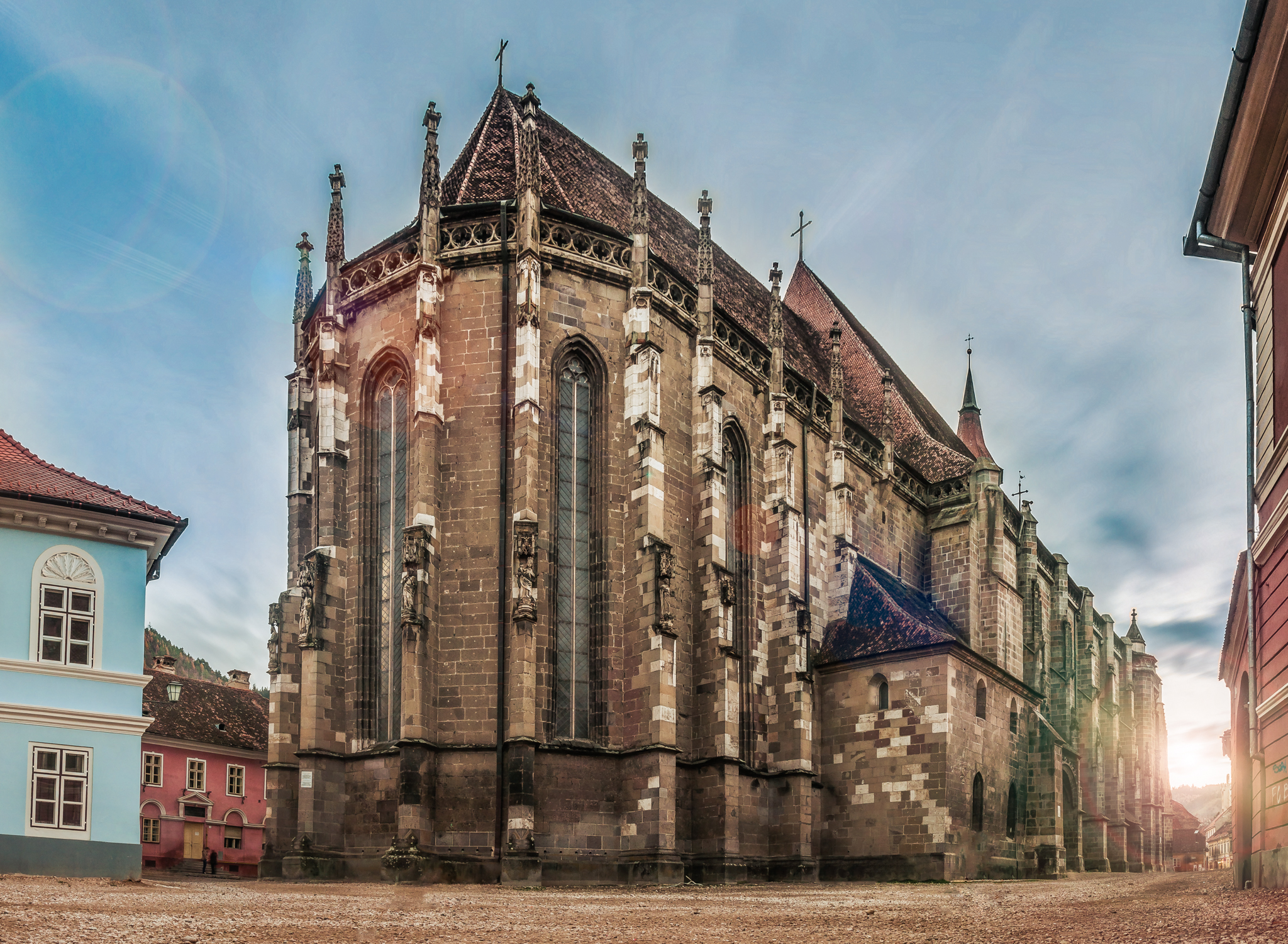
کلیسای سیاه در براشوو در رومانی

زای در ۲۹ دسامبر ۱۹۲۸ در کرونشتات در پی یک بیماری کوتاه‌مدت ناشی از حملهٔ قلبی درگذشت. او اولین زنی بود که جنازه‌اش در کلیسای سیاه تشییع می‌شد، قبل از اینکه طبق وصیت خود در گورستان شهری هرمانشتات دفن شود. او به خاطر تلاش‌هایش برای حرفه‌ای کردن آموزش، تأسیس مهدکودک‌ها در ترانسیلوانیا بر اساس اصول فروبل، و تلاش‌هایش برای توانمندسازی زنان به یاد می‌آید.
در سال ۱۹۲۹، دانشکدهٔ آموزش معلمان مهدکودک کلیسای انجیل آوگسبورگ به «مدرسهٔ آدل زای» تغییر نام داد، اما در سال ۱۹۴۹ توسط دولت رومانی منحل شد. اتحادیهٔ زنان آزاد ساکسون که توسط زای تأسیس شده بود، در سال ۱۹۳۰ به فدراسیون زنان آلمانی-ساکسون تغییر نام داد. در درابِندِرهوهه در آلمان، یک انجمن خیریه که نام او را بر خود دارد، در سال ۱۹۶۲ تأسیس شد. این انجمن در سال ۱۹۶۶ خانه‌ای به نام خانهٔ ترانسیلوانیا، خانه سالمندان و مرکز درمان را برای مراقبت از ترانسیلوانیایی‌های مسن تأسیس کرد و یک مجسمه و لوح یادبود به افتخار زای در لابی نصب کرد. این انجمن همچنین در سال ۱۹۹۲ یک مهدکودک و در سال ۱۹۹۵ یک مهدکودک دیگر تأسیس کرد که هر دو توسط شهر وی اداره می‌شد.